# Apaszka

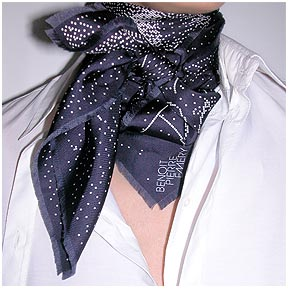
Jedwabna apaszka Benoit Pierre Emery

Apaszka – rodzaj kwadratowej chusty (najczęściej jedwabnej),  składanej w trójkąt i zawiązywanej na szyi.
Pierwotnie element stroju apasza, czyli ulicznego chuligana, bandyty – stąd jej nazwa. W drugiej połowie XIX wieku noszona przez paryskich robotników.  Później, w latach 20. XX wieku stała się popularna w sportowym stroju kobiecym.
Oprócz klasycznego wiązania  na szyi, alternatywnie można ją nosić na głowie z zastosowaniem różnych węzłów, czy nawet potraktować jako pasek do torebki lub element ją zdobiący.